# Més enllà del principi de plaer
Més enllà del principi de plaer (en  alemany Jenseits des Lustprinzips) és una obra escrita per Sigmund Freud l'any 1920.
Dins de la sèrie d'escrits  metapsicológics de Freud, aquesta obra inaugura la fase final de les seves concepcions:
- Encara que ja havia cridat l'atenció sobre la compulsió de repetició com a fenomen clínic, aquí li atribueix les característiques d'una pulsió.
- Planteja per primera vegada la nova dicotomia entre  Eros i les  pulsions de mort.
- Trobem també indicis del nou quadre estructural de la ment que dominarà tots els seus escrits posteriors.
- Finalment, apareix per primera vegada explícita el problema de la destructivitat, cada vegada més prominent en les seves obres teòriques.